# Coffea magnistipula
Coffea magnistipula är en måreväxtart som beskrevs av Piet Stoffelen och Elmar Robbrecht. Coffea magnistipula ingår i släktet Coffea och familjen måreväxter. Inga underarter finns listade i Catalogue of Life.